# Església de fusta de Lom

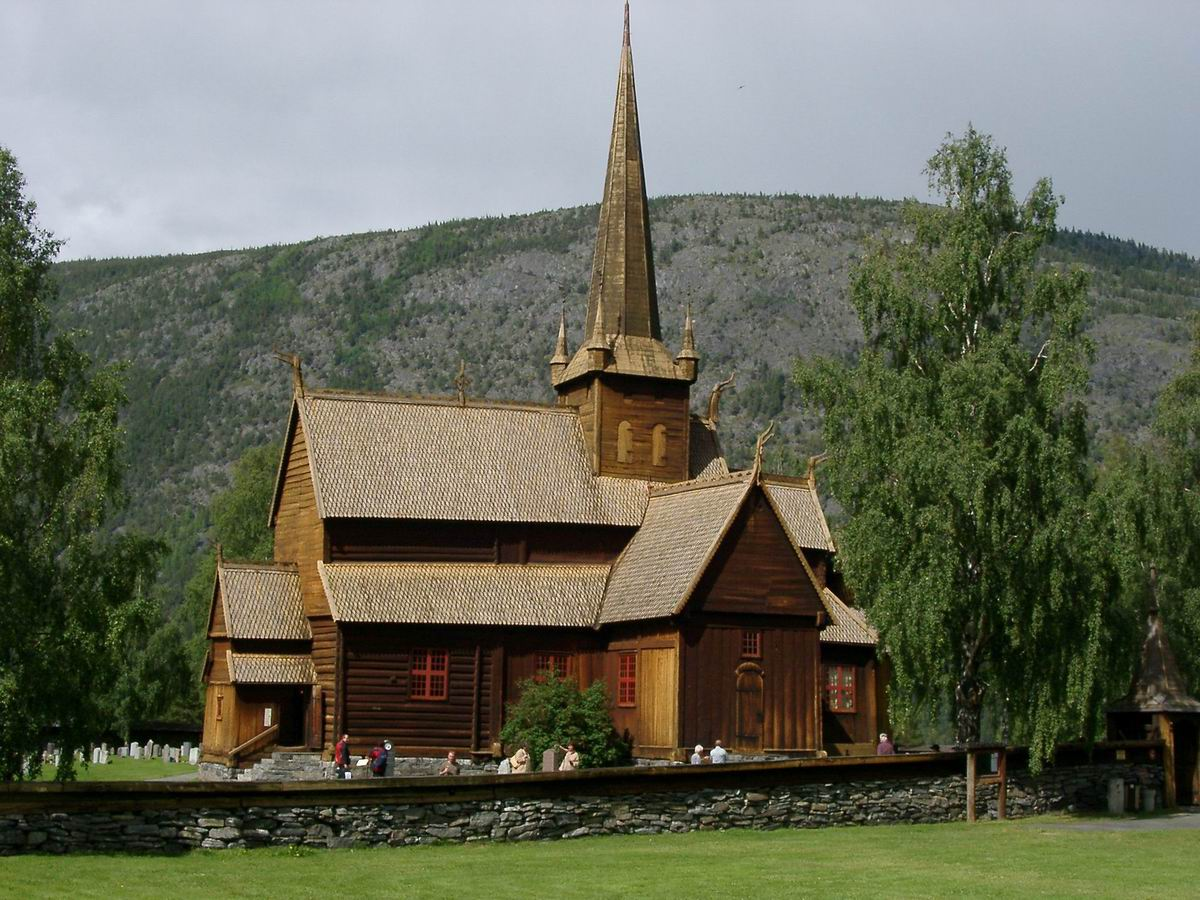
Església de fusta de Lom.

L'església de fusta de Lom és una stavkirke medieval localitzada al municipi de Lom, a Noruega. És una de les stavkirke més grans; va ser construïda a la fi del segle xii, encara que va experimentar canvis i reconstruccions al llarg de la seva història. En el subsòl s'han trobat interessants restes arqueològiques.

## Característiques i història
L'església de Lom és una stavkirke de tipus B, amb pals centrals que sostenen un sostre elevat i delimiten una sala central en la nau. La resta de la nau es compon d'un deambulatori que envolta a la sala central pels quatre costats i que posseeix un sostre més baix. El cor, en l'orient, és poc més estret que la nau. Des de l'Edat Mitjana es va afegir un absis al cor. Al principi, l'església tenia un corredor exterior que l'envoltava completament, tal com encara succeeix amb l'església de fusta de Borgund.
Els pals de la sala central de la nau es troben connectats als murs exteriors a través d'un sistema de bigues i suports en forma d'arcs. Entre els pals hi ha arcs de fusta que recorden a les arcades de les basíliques. Probablement a causa de certa inestabilitat inicial, es van agregar des de l'Edat Mitjana bigues de fusta en forma de ceps, que interconnecten als pals entre si, a més de tirants en forma de X que constitueixen una espècie de «trifori». Aquestes característiques són típiques de les stavkirke del grup Borgund, però com no són part de la construcció original, l'església de Lom es classifica com una stavkirke del grup Kaupanger.
Una dels pocs -si no és que l'únic- caps de drac que es conserva en l'actualitat d'una stavkirke procedeix de l'església de Lom.
Al segle xvii l'església va ser sotmesa a importants restauracions, que van ser la causa en gran manera de la seva conformació actual. L'any 1634 la nau va ser engrandida cap a l'occident per mitjà de la construcció d'una galeria de tècnica lafteverk. L'any 1664 es va engrandir encara més, amb la construcció d'un transsepte en tècnica reisverk. Així, la planta de l'església es va convertir a una forma de creu llatina, una conformació aliena a les stavkirke originals. Al mateix temps es va aixecar la sagristia en el costat nord del cor. Aquests canvis van fer necessària la demolició de l'antic corredor exterior, la qual cosa va permetre la introducció de grans finestres en els murs. També es va col·locar una teulada de bigues, que va ser retirada l'any 1933.
El 1973 es va desenvolupar una nova restauració, que tenia també com a objectiu millorar l'aïllament de la calor a l'interior del temple. Això va permetre la realització de recerques arqueològiques en el sòl sota el pis de l'església.
L'interior conté decoracions pictòriques en el cor i algunes pintures votives. El púlpit data de la dècada de 1790, i és de fusta tallada, obra de Jakob Sæterdalen.

## Troballes arqueològiques
L'any 1973 es van trobar més de 2000 monedes, en riques tombes del segle xvii i xviii, així com restes d'un cementiri més antic al que es localitza actualment al pati.
Al costat de les tombes antigues es van localitzar indicis de col·locació de pals de fusta sobre el sòl, senyals que en el lloc va haver-hi una construcció de fusta més antiga, de planta rectangular, que mesurava 9,5 x 5,2 m. Només s'han trobat restes de pals corresponents a tres parets, mentre que el costat oriental sembla haver-hi estat obert. S'ha interpretat que es tractava d'una església de pals, construcció antecessora de les stavkirke, que hauria consistit d'una nau amb un petit cor en l'orient. A l'interior de l'espai rectangular es van localitzar rastres de dues fileres paral·leles de pals interns, similars a les fileres de columnes que divideixen les naus en les basíliques de pedra.
En les mateixes excavacions arqueològiques de 1973 es van trobar també 2270 monedes sota el sòl de la stavkirke, tant noruegues com a estrangeres, les més antigues datades del segle xi; aquest és el major nombre de monedes trobat en una església a Noruega. També es va localitzar una carta en alfabet rúnic, que parla d'una petició de matrimoni.

## Pati
Al pati de l'església es conserven diverses creus circulars d'esteatita originals de l'Edat Mitjana. Al cementiri hi ha velles làpides de principis del segle XVIII; en ell estan sepultats els escriptors Olav Aukrust i Tor Jonsson.